# Craighouse Old Boys
Craighouse Old Boys (COBS) es un club de rugby de Chile con sede en la ciudad de Santiago. 
Fue fundado en 1972 por un grupo de ex estudiantes del Colegio Craighouse conformado por Javier Mascaró, Manuel Valech, José Miguel Correa, Jorge Casanave y William Perez, en Tomas Guevara 2950, Providencia, Santiago. Y ese mismo año se integró al Campeonato Central de Rugby de la Asociación de Rugby Santiago.
Además del rugby, el COBS posee, entre otras, ramas de hockey y fútbol.
Fue campeón del Campeonato Central de Chile en 1980, 1991, 2013, 2016, 2018, 2021, 2022 y 2023.

## Palmarés
- Primera Nacional TOP 10 (8): 1980, 1991, 2013, 2016, 2018, 2021, 2022, 2023
- Torneo de Apertura (8): 1975, 1984, 2003, 2012, 2014, 2017, 2019, 2022
- Torneo Nacional de Clubes - Copa Chile (1): 2022

### Rugby 7
- Circuito de Seven a Side Arusa (1): 2016
- Seven de Viña del Mar (2): 2012, 2019
- Seven de Los Andes UC (2): 2022, 2024
- Seven PWCC (1): 2016
- Seven Old Georgians (2): 2014, 2017
- Seven Luis Casali Casanave COBS (4): 2009, 2011, 2014, 2022

### Equipo intermedia
- Campeonato Central (6): 2012, 2014, 2015, 2016, 2019, 2021